# Anthurium apaporanum
Anthurium apaporanum R.E.Schult., 1958 è una pianta della famiglia delle Aracee, diffusa in Sud America.

## Distribuzione e habitat
La specie è presente in Venezuela, Colombia, Ecuador e Perù.